# 訃報 2003年6月
訃報 2003年6月（ふほう 2003ねん6がつ）では、2003年（平成15年）6月中に物故した、又は物故が報じられた人物についてまとめる。

## （1日 - 15日）

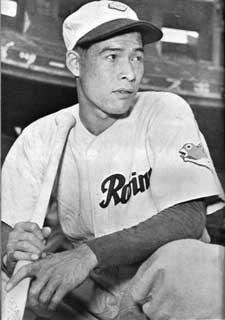
小鶴誠／6月2日没

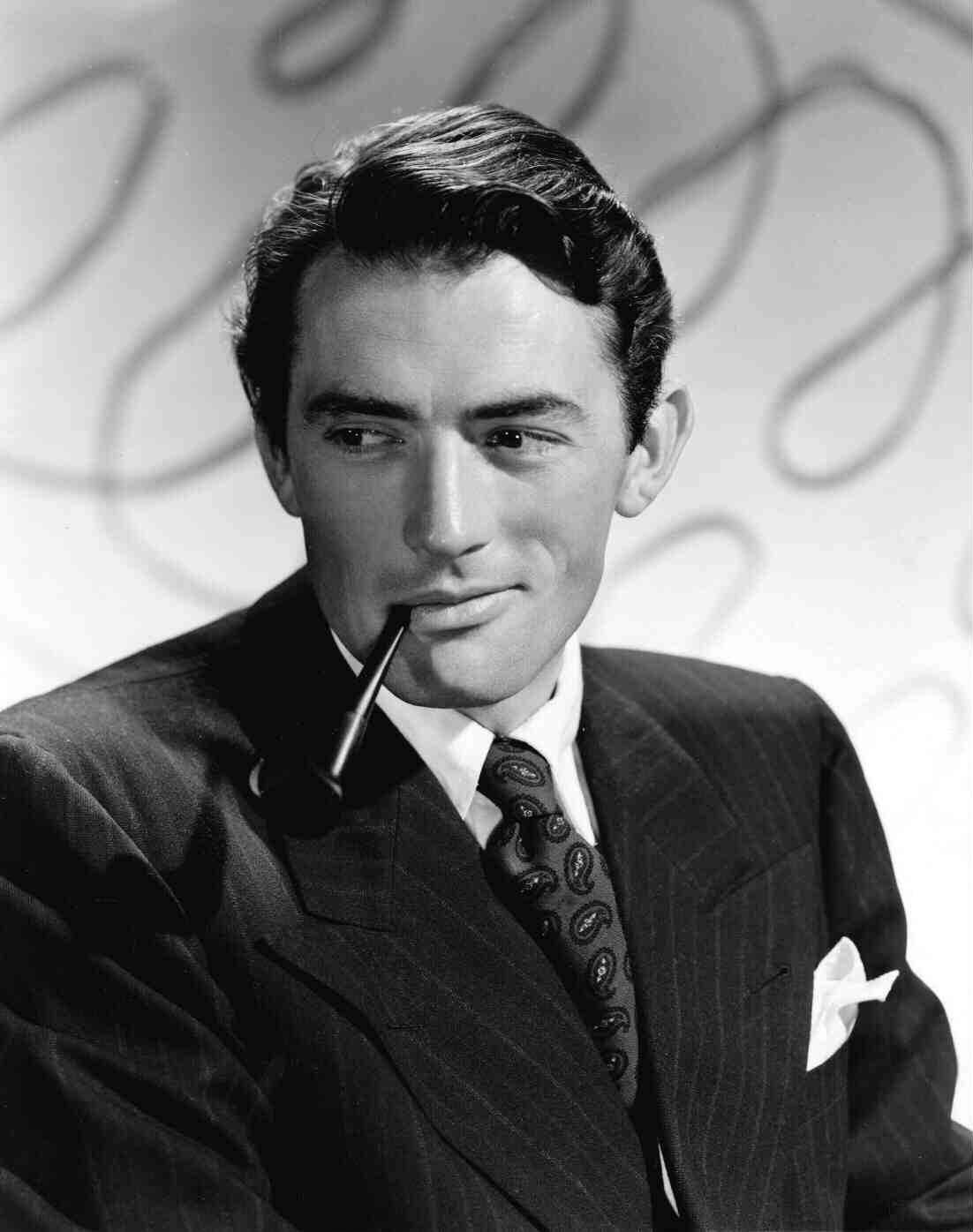
グレゴリー・ペック／6月12日没

- 6月2日 - 小鶴誠、元プロ野球選手（* 1922年）
- 6月8日 - 安永英雄、政治家（* 1920年）
- 6月9日 - ロンブ・カトー、言語学者（* 1909年）
- 6月12日 - グレゴリー・ペック、俳優（* 1916年）
- 6月15日 - 長谷川公之、脚本家、美術評論家（* 1925年）

## （16日 - 30日）

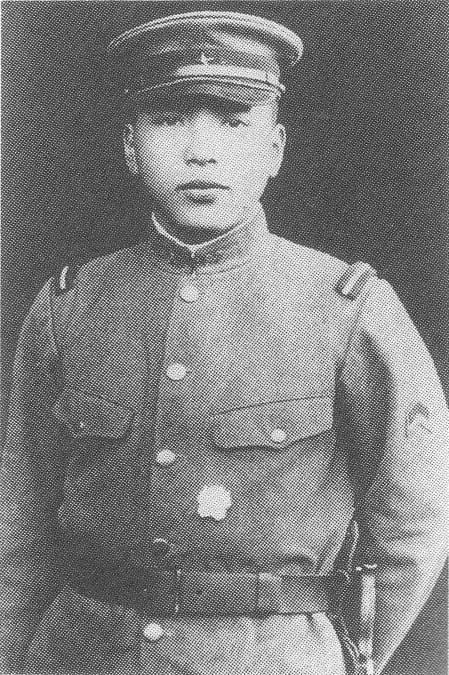
五代目春風亭柳昇／6月16日没

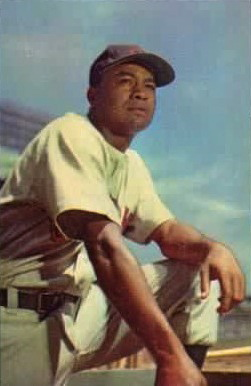
ラリー・ドビー／6月18日没

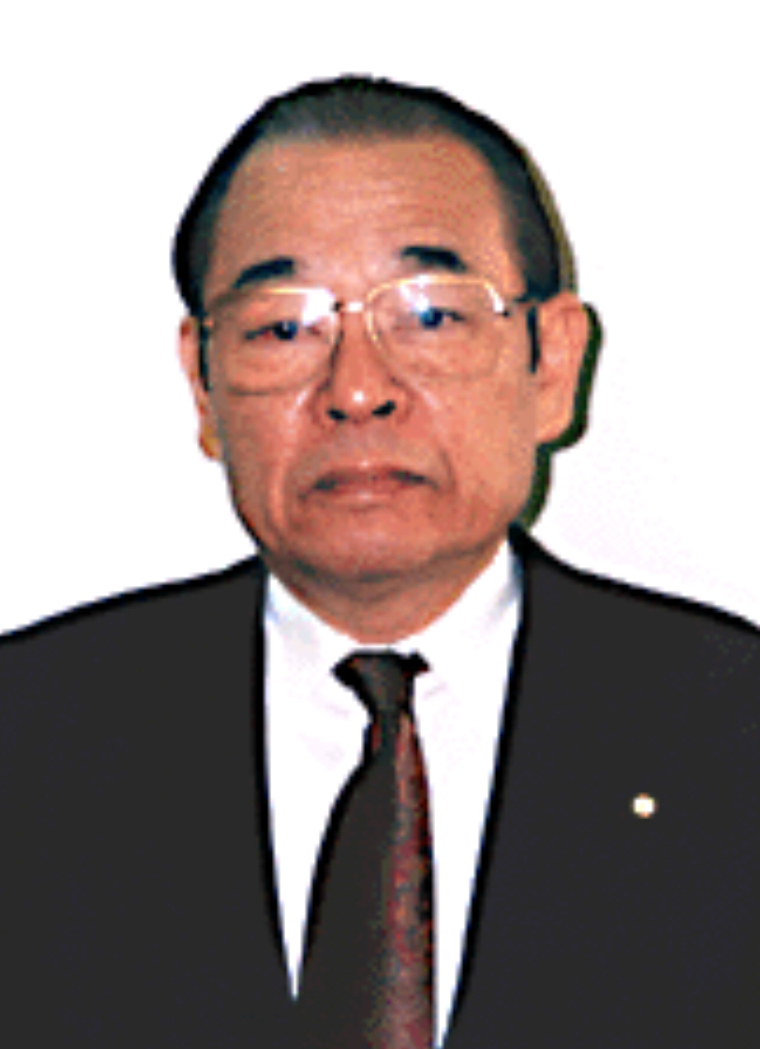
久保亘／6月24日没

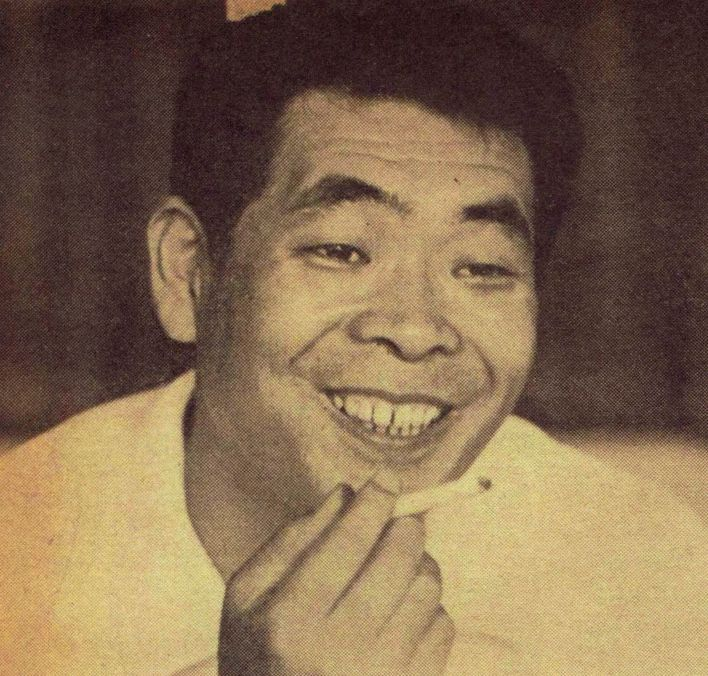
名古屋章／6月24日没

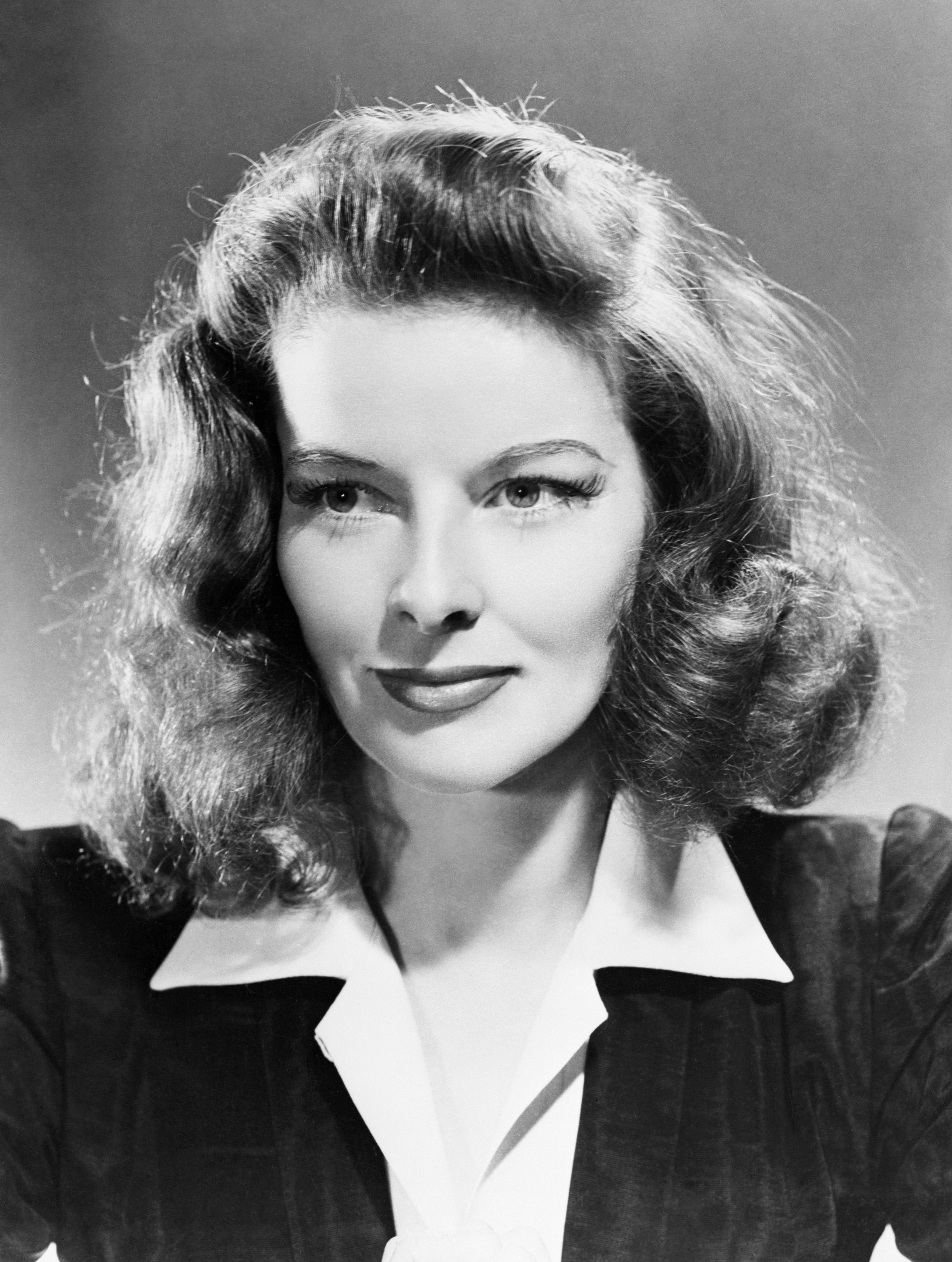
キャサリン・ヘプバーン／6月29日没

- 6月16日 - 五代目春風亭柳昇、落語家（* 1920年）
- 6月17日 - 山本廉、俳優（* 1930年）
- 6月17日 - ポール・ハースト、社会学者（* 1947年）
- 6月18日 - ラリー・ドビー、元メジャーリーガー（* 1923年）
- 6月19日 - 町田潤一、狭山市長（* 1940年）
- 6月24日 - 新村勝雄、政治家（* 1918年）
- 6月24日 - 小島貞二、相撲・演芸評論家（* 1919年）
- 6月24日 - 久保亘、政治家、元副総理・大蔵大臣（* 1929年）
- 6月24日 - 名古屋章、俳優・声優（* 1930年）
- 6月24日 - 山根赤鬼、漫画家（* 1935年）
- 6月25日 - 八代駿、俳優・声優（* 1933年）
- 6月26日 - マルク・ヴィヴィアン・フォエ、サッカー選手（* 1975年）
- 6月28日 - 岸田理生、劇作家・演出家（* 1946年）
- 6月29日 - キャサリン・ヘプバーン、女優（* 1907年）
- 6月29日 - 鈴木和美、政治家、元国土庁長官（* 1929年）